# Wasserkraftwerk Marienberg
Das Wasserkraftwerk Marienberg ist ein kleines Wasserkraftwerk in Eigentum und Betrieb der Stadt Burghausen im Gemeindeteil Papiermühle. Es wurde 1897/98 als Ersatz eines kleineren Vorgängerbaus von 1892 neu erbaut und diente anfangs als ausschließliche Stromversorgung der Stadt Burghausen. Es ist bis heute in Betrieb und speist elektrische Energie mit einer Leistung von etwa 35 kW ins Netz ein. Das Kraftwerk ist als Baudenkmal gelistet.
Das erste Wasserkraftwerk wurde 1892 errichtet, im bestehenden Nachfolgebau mit Dienstwohnung von 1897/98 wurde 1911 und 1925/26 die technische Ausstattung erneuert. Der seitdem aktive Teil der Anlage besteht aus zwei von verschiedenen Bächen gespeisten Turbinen, die auf eine Welle arbeiten, einer über einen Flachriemen angetriebenen Regelungseinrichtung und einem Generator. Die Regelungseinrichtung sorgt über die Schaufelstellung der Turbinen dafür, dass beide Turbinen mit der gleichen Drehzahl arbeiten und damit das Gesamtsystem immer die maximal mögliche Leistung abgibt.

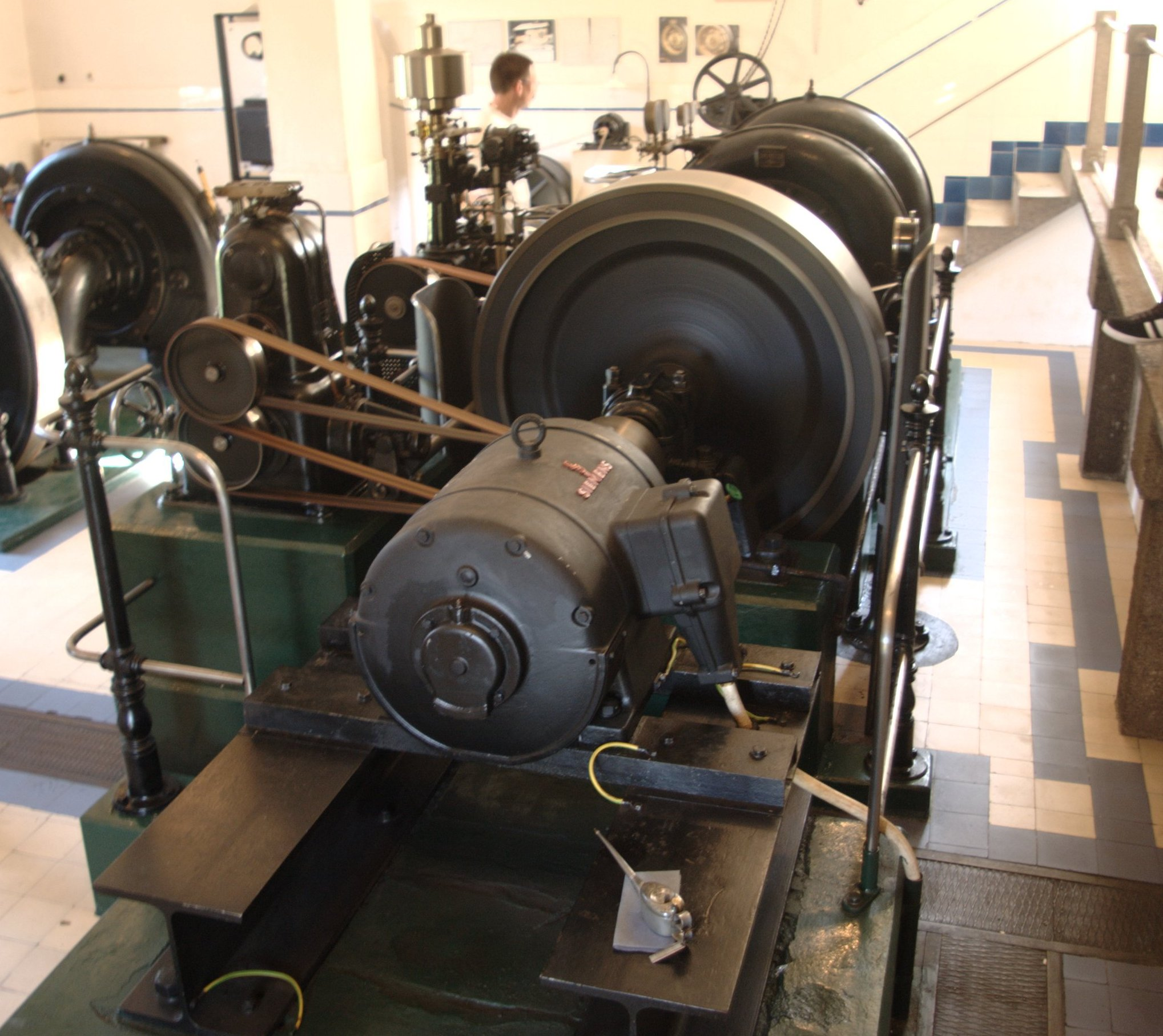
Maschinensatz mit zwei Turbinen (Hintergrund) auf einer Welle, Regelungseinrichtung mit Flachriemen angetrieben und Generator im Vordergrund
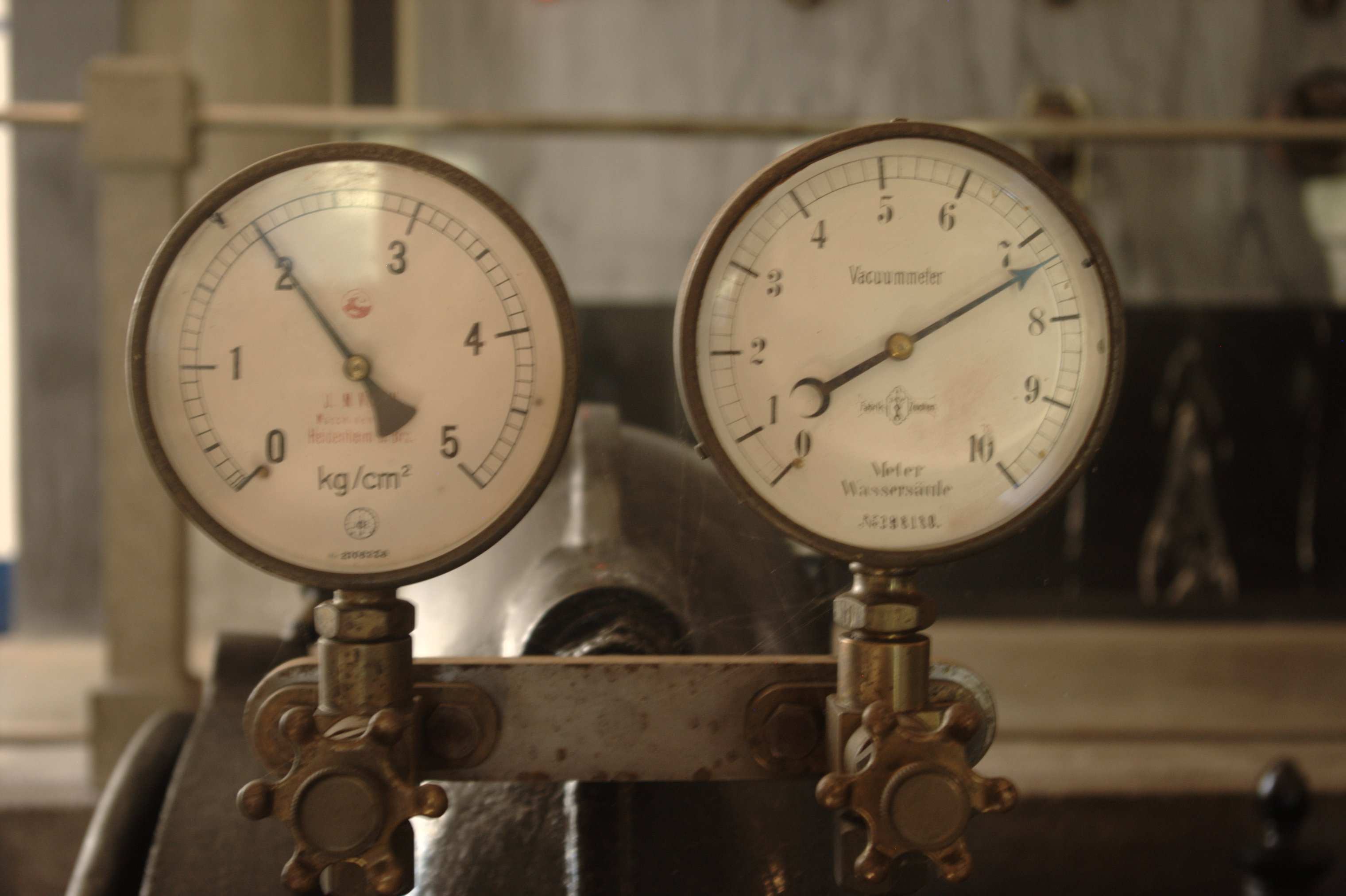
Manometer zeigen tatsächliche Größen zum Aufnahmezeitpunkt an